# Mount Sara Teodora
Mount Sara Teodora (englisch; bulgarisch връх Сара Теодора wrach Sara Teodora) ist ein 1350 m hoher, wuchtiger und vereister Berg in den Aristotle Mountains an der Oskar-II.-Küste des Grahamlands auf der Antarktischen Halbinsel. Er ragt aus den südöstlichen Ausläufern des Madrid Dome in einer Entfernung von 15,55 km südöstlich dessen Gipfels, 12,6 km südwestlich des Mount Mayhew und 10,56 km nordwestlich des Hitrino Ridge auf. Seine Eiskappe wird vom Starbuck-Gletscher in nordöstlicher, vom Stubb-Gletscher in östlicher, vom Ambergris-Gletscher in südlicher und vom Belogradtschik-Gletscher in südwestlicher Richtung entwässert.
Britische Wissenschaftler kartierten ihn 1976. Die bulgarische Kommission für Antarktische Geographische Namen benannte ihn 2013 nach der bulgarischen Monarchin Sara Teodora, von 1335 bis zu dessen Tod 1371 Gattin des ab 1349 regierenden Zaren Iwan Alexander.